# Rashōmon (film, 1950)
Pour les articles homonymes, voir Rashōmon.
Pour plus de détails, voir Fiche technique et Distribution.
Rashōmon (羅生門, litt. La Porte de la Vie) est un film japonais réalisé par Akira Kurosawa en 1950, d'après deux nouvelles de Ryūnosuke Akutagawa (nouvelles Rashômon et Dans le fourré — cette dernière inspirée de The Moonlit Road, une nouvelle d’Ambrose Bierce).
Il a donné son nom à l'effet Rashōmon qui désigne le fait que plusieurs personnes décrivent différemment le même événement, version cinématographique du concept développé par Luigi Pirandello en 1917 dans sa pièce À chacun sa vérité.
C'est le onzième film d'Akira Kurosawa. Il rapporte la réflexion de trois personnages sur un événement unique raconté en flashbacks, selon les points de vue de chacun de ses protagonistes.
Ce procédé, novateur pour l'époque, permet à Kurosawa de s'interroger sur la perception du réel et la notion de subjectivité, à travers les effets des différents codes d'honneur sur l'image que chacun prétend donner de lui-même.

## Synopsis
Dans le Japon de la fin de l'époque de Heian (794-1185), quatre personnes présentent des versions sensiblement différentes d'un même drame : la mort par arme blanche d'un samouraï consécutive au viol de son épouse, au terme d'une embuscade tendue par un brigand. L'épouse s'est réfugiée ensuite dans un monastère.

L'évocation du cas se fait dans le cadre étrange et fantomatique de la porte Rashô (porte de la Vie[réf. nécessaire]), un édifice splendide mais ruiné par la guerre, où trois hommes du commun se sont abrités d'une pluie diluvienne : un bûcheron, un moine et un passant.
Le bûcheron est obsédé par le procès auquel il vient de participer, à la suite de sa découverte en forêt du cadavre d'un samouraï assassiné : les versions des différents protagonistes de la scène ne coïncident pas et il veut "comprendre".
Lors du procès - dont on ne voit que les dépositions des témoins, l'apparat judiciaire et le reste de l'assistance n'apparaissant jamais - le témoin central, le bûcheron, s'en tient à l'énoncé des indices qu'il a perçus avant de prendre la fuite et d'avertir la police. 

La première version du crime apparaît dans le témoignage du bandit, impulsif, vantard, et assuré d'être inéluctablement condamné à mort, qui avoue être l'auteur du meurtre, mais le présente comme l'issue d'un combat loyal avec le mari dont il venait de violer la ravissante épouse. Il se donne un rôle glorieux, disant avoir délié le mari - qu'il avait attaché à un arbre - afin de l'affronter en combat singulier dans le but de conquérir la femme dont il déclare être tombé amoureux. Elle lui a demandé de le faire car en raison du déshonneur subi, elle ne pouvait pas suivre l'un d'eux si l'autre restait en vie. Ayant vaincu le mari, il découvre que la femme a disparu et il ne lui porte plus désormais aucune attention. Par contre, il s'empare du cheval et du sabre qu'il négocie, en brigand qui se respecte. Et s'il a été découvert au bas de sa monture, c'est qu'il avait bu la veille à une source polluée ce qui l'avait rendu malade. Cette version ne lui vaudra sans doute pas la clémence des juges, mais elle lui assurera une gloire postume parmi ses pairs et dans la mémoire populaire, préoccupation dont témoigne toute sa gestuelle. 

Puis on entend la version de l'épouse violée qui dit avoir été sommée de choisir entre les deux hommes mais avoir refusé car ce choix n'était pas du ressort d'une faible femme. Après le départ du brigand, elle aurait délivré son mari attaché, et aurait été glacée d'effroi par le regard méprisant de celui-ci. Encore armée du poignard précieux avec lequel elle avait vaillamment tenté de se défendre, elle se serait approché de lui puis aurait perdu connaissance, ne se réveillant que pour découvrir le corps de l'époux transpercé -  un malheureux accident, en somme, et une épouse parfaitement respectueuse de sa condition de femme noble victime d'un destin tragique.

Enfin, la version du défunt est obtenue par la bouche d'une médium au cours du rituel approprié. Ce samouraï y raconte l'embuscade, sa défaite face au brigand puis la trahison de son épouse qui a demandé à ce dernier de le tuer. Le brigand s'y étant refusé et l'ayant libéré de ses liens, le samouraï s'estime déshonoré et se suicide rituellement par seppuku, en plongeant le poignard de son épouse dans ses entrailles. Conclusion résolument honorable pour un noble samouraï dont la mémoire sera préservée.

Aux dires du moine, les âmes des morts ne sauraient mentir, mais le bûcheron, très déterminé à comprendre l'affaire, proteste néanmoins sur un détail discordant : le samouraï n'a pas été tué par un poignard, mais par un sabre. Ses deux compères lui font observer qu'il ne peut le savoir que s'il a assisté à la chose. Le bûcheron avoue alors avoir menti au tribunal "pour éviter les ennuis" et raconte enfin la scène telle qu'il l'a vue lui-même.
Elle est beaucoup moins noble. Le brigand a effectivement vaincu et attaché à un arbre puis, après le viol, délié le samouraï, mais s'il l'a effectivement affronté une seconde fois, c'est parce que la femme lui avait imposé d'en finir avec lui. Le duel est par ailleurs assez piteux et maladroit, ni l'un ni l'autre ne fait montre d'un grand art du combat et, en fait, le brigand finit par tuer le samouraï à distance, en se servant de son sabre comme d'une arme de jet. Mais alors, quid du poignard ? Il s'avère que le bûcheron l'a trouvé et s'en est emparé. On comprend donc mieux pourquoi il n'a donné au tribunal qu'un témoignage incomplet.

Le passant constate, non sans une évidente jubilation, que tout le monde ment, par égoïsme, et que l'égoïsme et le mensonge sont donc la véritable règle de vie. Le moine est profondément troublé et désespère de la nature humaine. Le bûcheron trouve l'affaire injuste et ne peut croire à l'égoïsme universel. Survient alors un incident : des hurlements de nouveau-né. Les trois hommes découvrent dans un recoin un nourrisson abandonné dans des langes et un kimono de soie. Tandis que le moine prend le bébé dans ses bras pour le réconforter, le passant cynique vole le kimono et s'enfuit malgré les protestations des deux autres et surtout du bûcheron, indigné qu'on détrousse un orphelin sans défense... mais bien incapable de se justifier quand l'autre lui oppose le vol du poignard, vol qui pourtant ne lèse personne, son propriétaire étant mort et son épouse ne pouvant considérer l'objet qu'avec horreur étant donnés les souvenirs qu'il convoque.
Le bûcheron prend finalement l'enfant des bras du moine. Bref quiproquo : ce dernier croit qu'il veut lui voler ses langes, mais non, déjà père de famille nombreuse et ému par cette jeune vie, il a décidé de l'adopter. Le moine le remercie, non seulement pour l'enfant, mais pour lui avoir redonné foi en la nature humaine. La pluie a cessé et le paysan s'en va, chargé de son enfant adoptif dans un paysage désormais visible.
Tout le monde ment, par égoïsme et particulièrement pour se conformer à ce qu'on se doit de paraître, au code de l'honneur de sa condition. La vérité vient — dans la faible mesure où on peut l'établir — de la confrontation des témoignages, mais surtout de celui d'un simple paysan qui n'est soumis à aucune exigence d'image de soi et qui se contente d'être, dans une réalité sans concession... quoique. Car si l'on réfléchit aux données du problème, cette affaire de poignard rend son témoignage assez troublant. Et après tout, un enfant — bouche à nourrir supplémentaire dans un Japon en guerre perpétuelle — peut faire aussi un jeune esclave utile et négociable. Toutefois, il ne semble pas que Kurosawa nous oriente dans cette direction, d'une part à cause de la recherche obsédante de compréhension par le bûcheron, peu compatible avec un égoïsme absolu, et pour laquelle il choisit d'avouer son vol, et d'autre part parce que Kurosawa affirme dans son ouvrage Comme une autobiographie : « S'il y a indubitablement une part de vrai dans la théorie qui impute aux défauts de la société l'émergence de la criminalité, ceux qui y trouvent une légitimation de la criminalité oublient qu'il y a dans cette société imparfaite nombre de gens qui survivent sans avoir recours au crime. Et tout le reste est littérature. »,.

## Fiche technique
- Titre original : Rashōmon
- Réalisation : Akira Kurosawa
- Scénario : Shinobu Hashimoto, Akira Kurosawa, d'après deux nouvelles de Ryūnosuke Akutagawa
- Musique : Fumio Hayasaka
- Photographie : Kazuo Miyagawa
- Montage : Akira Kurosawa
- Décors : Takashi Matsuyama
- Pays de production :  Japon
- Langue originale : japonais
- Genre : drame - jidai-geki
- Format : noir et blanc — 1,37:1 — 35 mm
- Durée : 88 minutes[7] (métrage : neuf bobines - 2 406 m[7])
- Licence : Bien qu'il soit antérieur à 1953[8], ce film ne devrait pas entrer dans le domaine public au Japon avant 2036[9].
- Dates de sortie : 
  - Japon : 26 août 1950[7]
  - Italie : septembre 1951 (première projection hors Japon lors du Festival de Venise)
  - États-Unis : 26 décembre 1951[10]
  - France : 18 avril 1952[11],[12]
  - Suède : 2 mars 1953

## Distribution

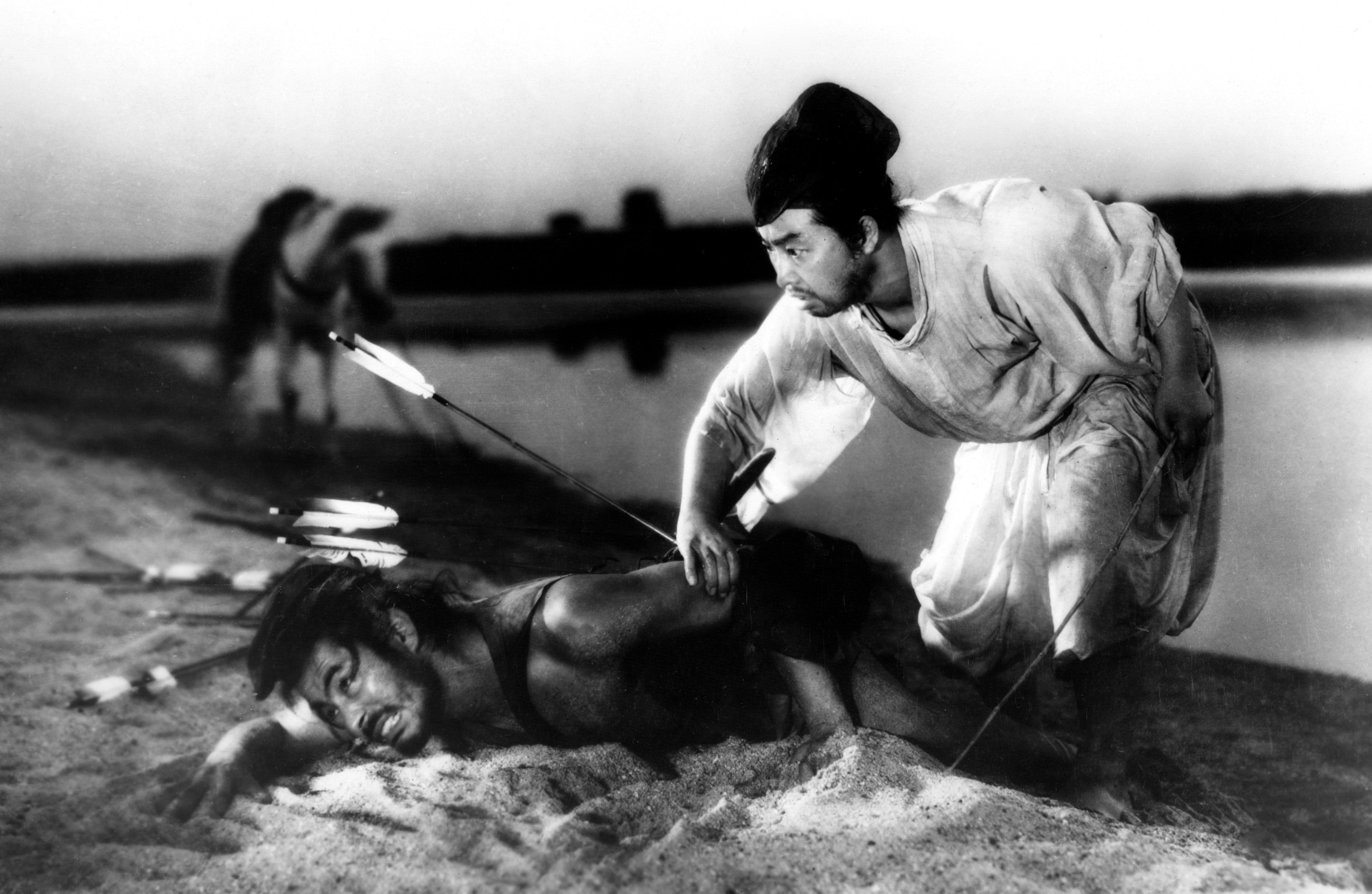
Scène du film avec Toshirō Mifune et Daisuke Katō.

- Toshirō Mifune : Tajōmaru, le bandit
- Masayuki Mori : Takehiro Kanazawa, le samouraï
- Machiko Kyō : Masago, la femme du samouraï
- Takashi Shimura : le bûcheron
- Daisuke Katō : le policier
- Noriko Honma : la médium
- Minoru Chiaki : le moine
- Kichijirō Ueda : l'auditeur égoïste

## Tournage et contexte

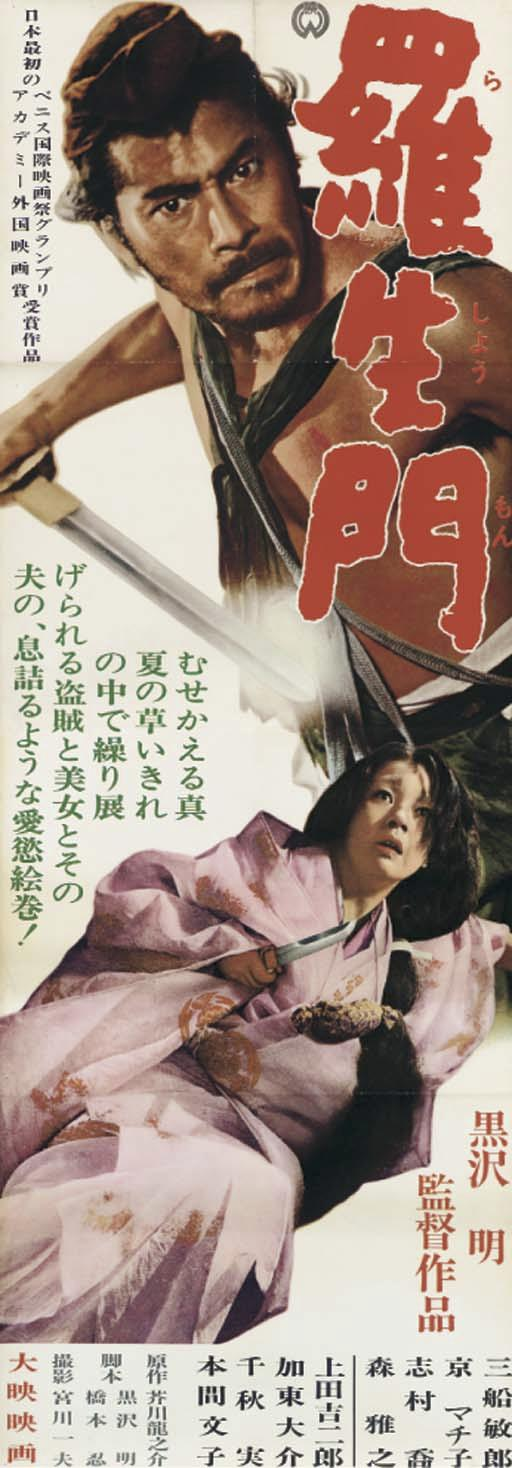
Affiche japonaise du film.

Le film a été réalisé pendant la période d'occupation américaine du Japon, durant laquelle la production cinématographique était étroitement contrôlée et pouvait mener à des interdictions d'exploitation immédiates. L'évocation de samouraïs et de combats au sabre était interdite. Akira Kurosawa rencontra beaucoup de difficultés pour produire son film, qui ne fut autorisé que par l'assouplissement de la censure due à la guerre de Corée.
Il serait aussi possible de voir dans le film deux thèmes qui ont profondément marqué le Japon. D'abord, les bombardements atomiques d'Hiroshima et de Nagasaki : Kurosawa y ferait référence lorsque le bandit, lors de son procès, lève ses yeux pensifs vers le ciel, et que le plan suivant montre longuement un gigantesque nuage. Ensuite, le procès de Tokyo qui venait de s'achever et dont l'empereur Hirohito avait été tenu à l'écart sans être jugé : on pourrait y voir un lien avec le fait que la sentence du procès du bandit n'est pas prononcée. Ces deux thèmes auraient probablement été perçus par le public japonais de l'époque.

## Musique
Selon le souhait du réalisateur Akira Kurosawa, la musique du film composée par Fumio Hayasaka est une adaptation japonisée du Boléro de Ravel, ce qui a pour effet de renforcer le caractère cyclique, mais changeant, de la narration. D'ailleurs, le déroulement de la musique n'est pas constant : les notes sont absentes au début du film, commencent quand le paysan qui voulait couper du bois entame le récit de sa découverte — leur objectif semble alors celui de servir l'action, en soulignant les passages forts du drame, assez classiquement — puis elles décroissent pour s'assourdir au deuxième témoignage et disparaître à partir du troisième, à mesure qu'on découvre la cruauté et l'abjection des protagonistes. Elles ne reprendront qu'à la fin, comme une légère touche d'espoir quand le paysan prend le nouveau-né délaissé et accepte de s'en occuper.

## Commentaires
- Si vous ne connaissez pas le sujet, laissez ce bandeau (vous pouvez alors contacter les auteurs).
- Si vous supprimez le contenu mis en cause (vous pouvez préalablement contacter les auteurs),

argumentez précisément cette suppression dans la page de discussion
(un manque de référence n'est pas un argument ; une recherche réelle de référence doit avoir été effectuée, être formellement documentée).
Datation de l'action du film : le générique ne fournit pas d'indication claire. Le générique japonais ne mentionne pas l'époque à laquelle se déroule le film. En France, certains sous-titrages français du générique mentionnent « XIe siècle », d'autres « en l'an 750 », mais d'autres traductions mentionnent d'autres époques. Selon Tadao Satō, l'action se déroule à l'époque de Nara (en 750) pendant une guerre civile, celle-ci est d'ailleurs évoquée explicitement par le moine comme l'une des nuisances du destin au même titre que les typhons et les épidémies et peut expliquer la ruine de l'édifice qui donne son titre au film.
Il est également difficile de ne pas remarquer certaines analogies avec le théâtre Nô dont les thèmes traditionnels portent entre autres sur des  dilemmes moraux et la perception bouddhiste de l'impermanence de la vie.
 En ce qui concerne les quatre "flash-back", on rappellera la catégorie des nôs « d’apparition ». Ceux-ci font apparaître un personnage du passé sous une forme réincarnée (villageoise, pêcheur etc.), puis à l’issue d’un dialogue énigmatique avec le personnage secondaire (souvent un moine en pèlerinage endormi), sous sa véritable nature : celle de son fantôme qui revit un événement douloureux du passé dont le lieu a été témoin.

Rappelons enfin qu'il existe une pièce du théâtre Nô très populaire précisément intitulée Rashomon de Kanze Kojiro Nobumitsu (c.1420) et dont le sujet consiste justement en la recherche de la vérité d'un fait.
Selon Monvoisin, Rashōmon est un film japonais moderne en costume traditionnel. C'est le premier film dont la narration fait appel à un flash-back sur trois temporalités différentes : le présent, l'époque récente du procès, et l'époque antérieure du crime. C'est aussi le premier film japonais à avoir remporté un grand succès à la fois au Japon et à l'étranger.
Akira Kurosawa suggère que son œuvre révèle l'incapacité de l'homme à être honnête, non seulement avec les autres, mais surtout avec lui-même :

« L’Homme est incapable d’être honnête avec lui-même. Il est incapable de parler honnêtement de lui-même sans embellir le tableau. Ce scénario parle de gens comme ça (ce genre d’individus qui ne peuvent survivre sans mentir pour se montrer meilleur qu’ils ne le sont vraiment. Il montre également que ce besoin de faussement se flatter continue même dans la tombe puisque même le personnage mort ne peut s’empêcher de mentir sur lui-même en parlant à travers le médium). L’égoïsme est un péché que l’être humain porte en lui depuis la naissance et c’est le plus difficile à combattre. »

## Remakes
- The Outrage - L'Outrage, film américain de Martin Ritt, 1964. Avec Paul Newman, Claire Bloom et Edward G. Robinson.
- The Outrage (At the Gate Of The Ghost / อุโมงค์ผาเมือง นางยั่วสวาท / U Mong Pa Meung), film thaïlandais de Pundhevanop Dhewakul, 2011[18], avec Mario Maurer, Ananda Everingham et Chermarn Boonyasak.

## Distinctions
- Mostra de Venise 1951 : Lion d'or[19]
- Oscars 1952 : Oscar d'honneur du meilleur film étranger